# Деренка
Деренка — река в России, протекает в Марёвском районе Новгородской области. Река вытекает из озера Озеречки. Устье реки находится в 27 км по левому берегу реки Щебереха. Длина реки составляет 11 км. Единственный населённый пункт по течению реки — село Васильки бывшего Горного сельского поселения (ныне Молвотицкое сельское поселение)

## Данные водного реестра
По данным государственного водного реестра России относится к Балтийскому бассейновому округу, водохозяйственный участок реки — Ловать и Пола, речной подбассейн реки — Волхов. Относится к речному бассейну реки Нева (включая бассейны рек Онежского и Ладожского озера).
Код объекта в государственном водном реестре — 01040200312102000021960.